# Frédéric Loliée
Frédéric Loliée (Paris, 12 octobre 1855 - Paris, 20 janvier 1915) est un écrivain et historien français.

## Biographie
Frédéric Loliée est le neveu de Frédéric Godefroy, frère de sa mère Marie-Eugénie.

## Ouvrages (partiel)
- Le Dictionnaire des dictionnaires de Paul Guérin (introduction)
- La Vie d'une impératrice
- Les femmes du second empire, Éditions Tallandier, 1912
- La Comtesse de Castiglione

## Décorations
- Officier de l'instruction publique